# Hugues Fabrice Zango
Hugues Fabrice Zango, född 25 juni 1993, är en burkinsk friidrottare.

## Karriär
Zangos största framgångar har kommit i tresteg där han blev afrikansk mästare 2018. 2019 vann han de afrikanska spelen i samma gren och tog brons vid VM i Doha. 
Den 16 januari 2021 satte Zango inomhusvärldsrekord i tresteg med ett hopp på 18,07 meter vid tävlingar i Aubière, Frankrike.
Därmed förbättrades det tio år gamla världsrekordet, satt av hans tränare Teddy Tamgho, med 15 centimeter.
Vid olympiska sommarspelen 2020 i Tokyo tog Zango brons i tresteg med ett hopp på 17,47 meter. Det var Burkina Fasos första olympiska medalj någonsin. I juli 2022 vid VM i Eugene tog Zango silver i trestegstävlingen efter ett hopp på 17,55 meter.